# Taphrospilus hypostictus
Taphrospilus hypostictus е вид птица от семейство Колиброви (Trochilidae), единствен представител на род Taphrospilus.

## Разпространение
Видът е разпространен в Боливия, Бразилия, Еквадор, Колумбия и Перу.